# Dieter Lüst
Pour les articles homonymes, voir Lust.
Dieter Lüst, né le 21 septembre 1956 à Chicago, est un physicien allemand. Il est le fils de l'astrophysicien allemand Reimar Lüst.

## Biographie
Dieter Lüst étudie de 1976 à 1982 la physique à l'université technique de Munich et obtient son doctorat en 1985 à l'université de Munich sur le sujet de « La génération dynamique des masses des quarks et des leptons ».
Il travaille au California Institute of Technology, puis au CERN de Genève. En 1993, il est professeur de théorie quantique des champs à l'université Humboldt de Berlin. Depuis 2004, il professeur à l'université de Munich. Dieter Lüst est aussi directeur de l'institut Max-Planck de physique.
Il étudie particulièrement la théorie des cordes, la théorie de jauge et la gravitation.
En l'an 2000, il reçoit le prix Gottfried Wilhelm Leibniz de la Deutsche Forschungsgemeinschaft (Association pour la recherche en Allemagne) et est devenu membre de l'Académie des sciences de Berlin-Brandebourg.